# خورخي مارتين
خورخي مارتين (بالإنجليزية: Jorge Martín)‏ هو ملحن أمريكي، ولد في 1959 في كوبا.

## وصلات خارجية
- الموقع الرسمي
- خورخي مارتين على موقع ميوزك برينز (الإنجليزية)